# Maurice Hamers
M.W.M. (Maurice) Hamers (Valkenburg, 1962) is een Nederlandse componist, muziekpedagoog, dirigent, trompettist en muziekuitgever.

## Levensloop
Hij studeerde trompet en harmonie- en fanfare-directie aan het Conservatorium Maastricht. Hamers heeft verschillende gerenommeerde amateurorkesten gedirigeerd, onder meer Fanfare "St. Martinus", Urmond, Harmonie "St. Caecilia", Simpelveld en Brass Band Limburg. Ook was hij van 1995 tot 2000 dirigent van de Marinierskapel der Koninklijke Marine. Hij won in 1989 de Zilveren Dirigeerstok op het Wereldmuziekconcours te Kerkrade. Tegenwoordig is hij werkzaam bij de Hochschule für Musik Nürnberg-Augsburg in het Duitse Augsburg. Verder is hij een veelgevraagd workshopleider en gastdirigent in Nederland, maar ook in Europa bijvoorbeeld bij de harmonieorkesten van Trondheim, (Noorwegen) en Karlskrona, (Zweden).
Hamers' composities zijn meestal programmatisch van opzet en hebben een modern, maar toch toegankelijk klankidioom. Zijn werken worden gepubliceerd in de eigen muziekuitgeverij Chameleon Music Publisher.

## Composities

### Werken voor harmonie- en fanfareorkest en brassband
- 2005 Chakra, voor harmonieorkest - opdracht van het Sinfonische Blasorchester Vorarlberg voor het Wereld Muziek Concours 2005 in Kerkrade[1]
  1. Kundalini motive / the ascent of the Kundalini Goddess
  2. Red / survival and primary needs
  3. Orange / personal relations, sexuality and satisfaction of the senses
  4. Yellow / personal power (or inability)
  5. Green / love and forgivingness
  6. Sky-blue / expressivity and communication
  7. Indigo / intuition and wisdom
  8. Violet / spirituality
- New Life, voor fanfareorkest[2][3]
- Apparition, voor fanfareorkest
- Babylon, voor fanfareorkest
- El conquistador. voor bariton en harmonieorkest
- The Sky is the Limit, voor fanfareorkest,
- Chameleon, voor brass band, fanfareorkest en harmonie
- Waterman, voor fanfareorkest (i.o.v. Fanfareorkest De Hoop uit Stellendam en haar dirigent Arie Stolk)
- Heaven on Earth, voor fanfareorkest (i.o.v. Chr. Muziekvereniging Eendracht, Winterswijk)